# Lamellana
Lamellana is een geslacht van weekdieren uit de klasse van de Gastropoda (slakken).

## Soort
- Lamellana gymnota Lin, 1992